# هجوم فندق مكة المكرمة
هجوم فندق مكة المكرمة هو هجوم مسلح وقع في 27 مارس 2015 في مقديشو، حين شن مسلحون من حركة الشباب الصومالي هجومًا على فندق مكة المكرمة في العاصمة مقديشو، انتهى الهجوم بعد ساعات قليلة من بداية يوم 28 مارس، حين تدخلت وحدة قوات النخبة الخاصة التابعة للقوات المسلحة الصومالية واقتحمت مبنى الفندق، نتج عن العملية مقتل أربعة من منفذي الهجوم، بالإضافة لمقتل حوالي 14 شخصًا خلال المواجهة وجرح حوالي 28 شخص، واستطاعت القوات الخاصة الصومالية انقاذ أكثر من 50 نزيل من نزلاء الفندق.

## الهجوم
قام خمسة مسلحين ينتمون لحركة الشباب الصومالية باقتحام فندق مكة المكرمة الواقع في عاصمة الصومال مقديشو، حيث تمكن المسلحون من اقتحام الفندق بعد قيام انتحاري بتفجير سيارة مفخخة أمام مدخل مبنى الفندق الذي يرتاده الكثير من مسؤولي الدولة والدبلوماسيين، قامت قوات النخبة في الجيش الصومالي بمحاصرة الفندق الذي تحصن فيه المسلحين لاستعادة السيطرة عليه، وبعد أكثر من 12 ساعة من مهاجمة المسلحين للمبنى تمكنت قوات النحبة من احكام السيطرة على الفندق وقتل المسلحين وتحرير النزلاء، تبنت حركة الشباب المجاهدين الصومالية مسؤولية اقتحام الفندق، وبررت الحركة اقتحامها للفندق بأنه كان وكرًا للعملاء المرتدين، وأن الفندق هو أحد الفنادق الشهيرة التي يرتادها مسؤولو الحكومة.

## الضحايا
بلغ العدد النهائي لقتلى الهجوم على فندق مكة المكرمة 14 شخصًا، وقال وزير الإعلام الصومالي محمد عبدي إن القتلى بينهم مندوب الصومال لدى مكتب الأمم المتحدة في جنيف، وخمسة مدنيين، وأربعة من حرس الفندق، وأربعة جنود، كما قتل أيضًا أربعة مهاجمين أحدهم فجر سيارة ملغومة.

## معرض صور

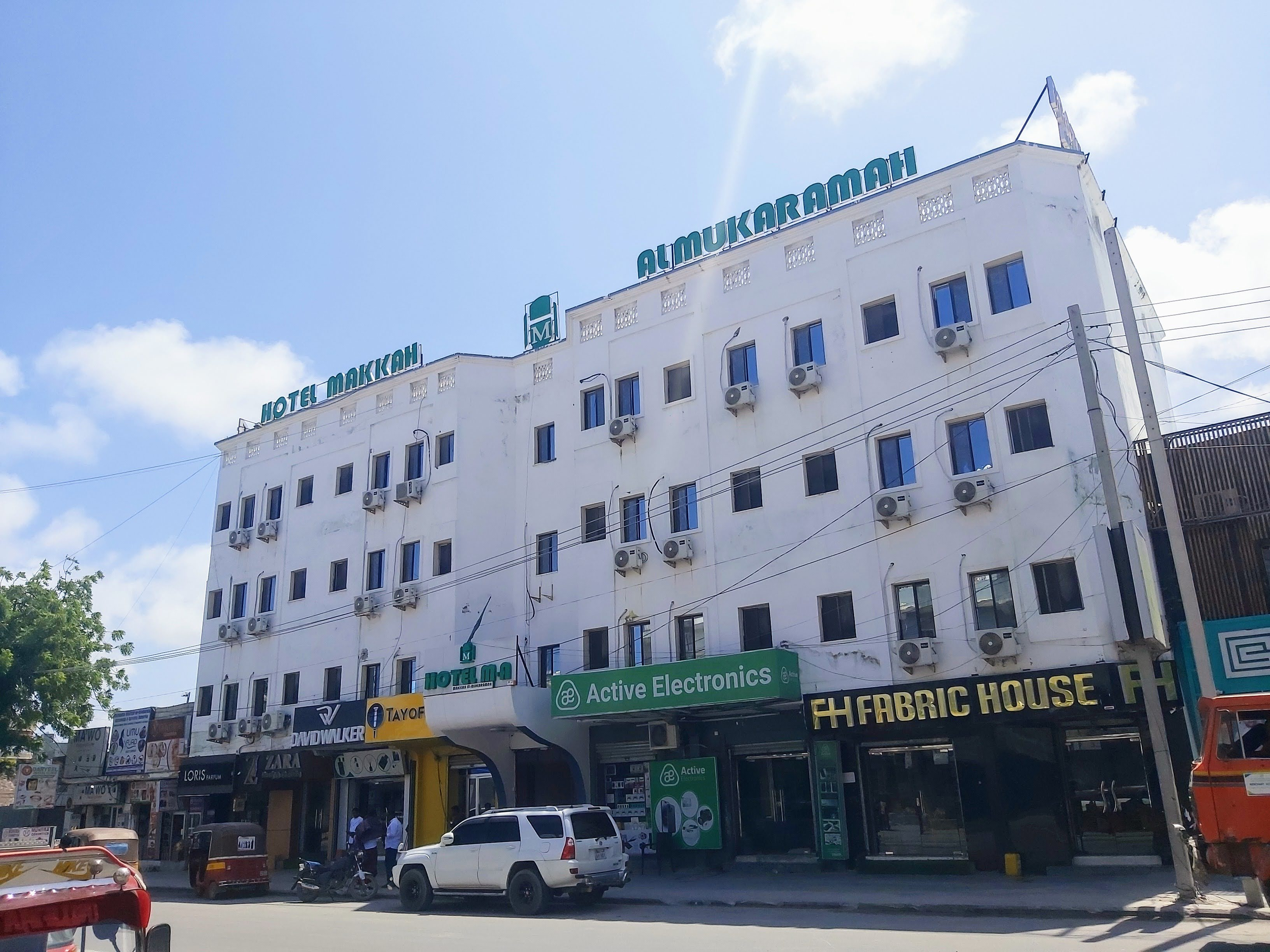
فندق مكة المكرمة 2024
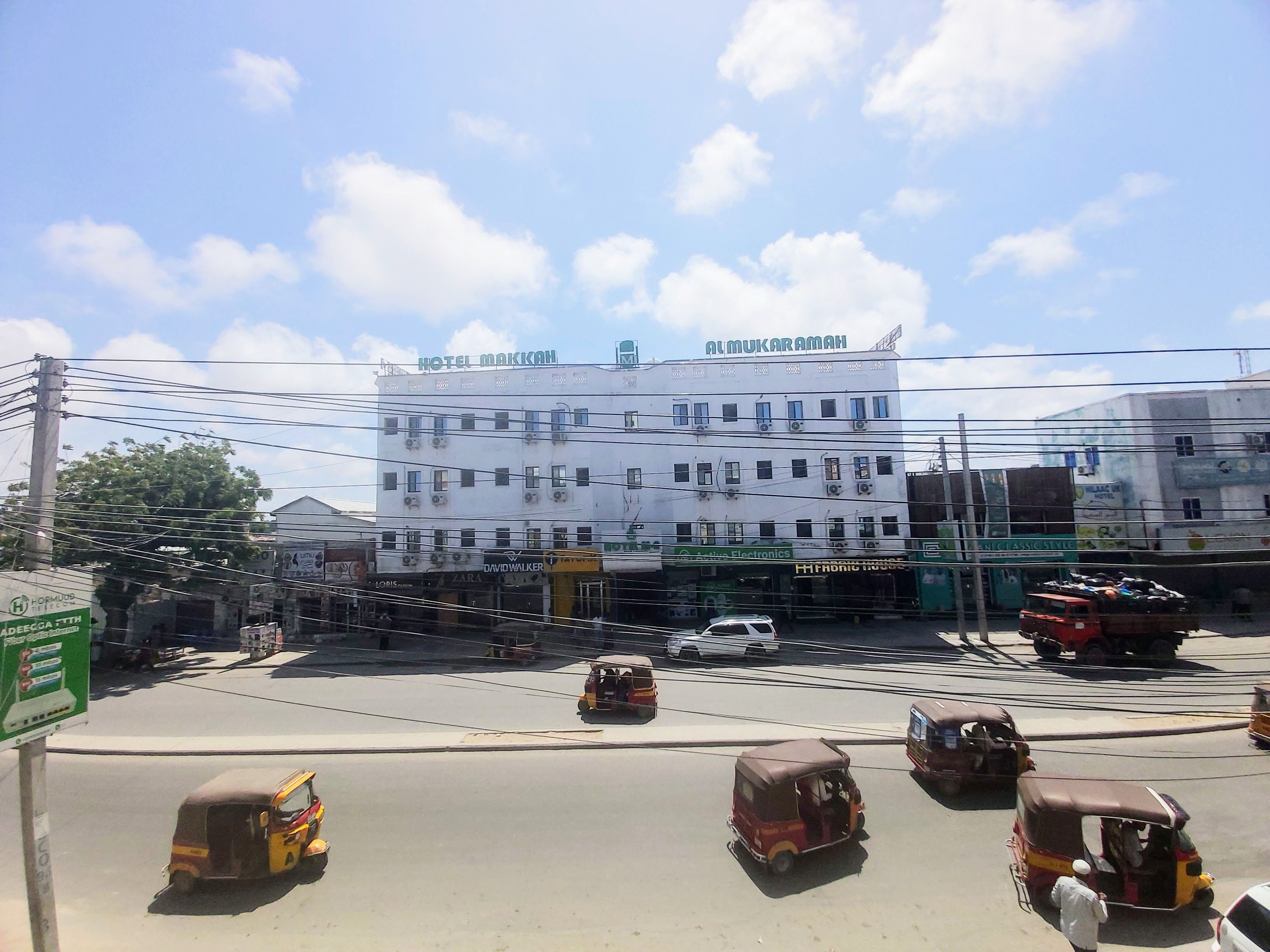
فندق مكة المكرمة 2024